# Kap Trypiti

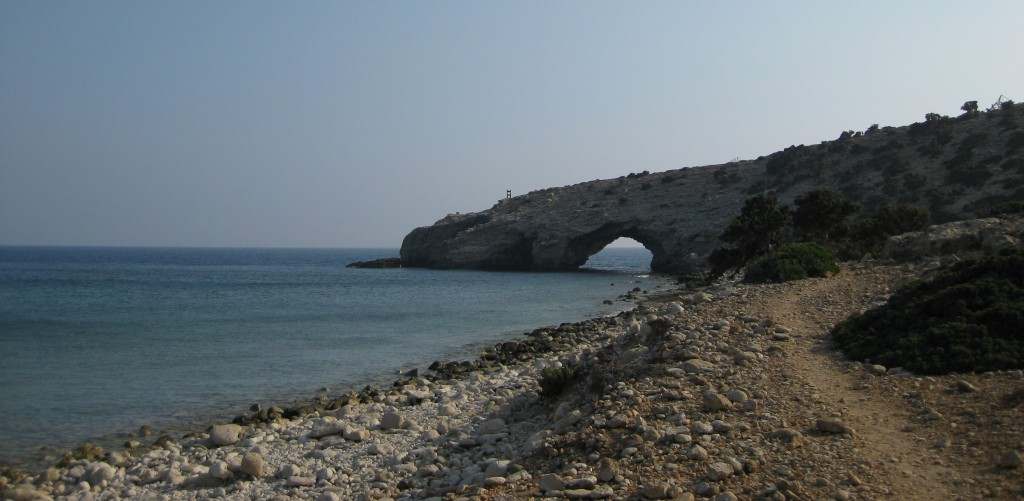
Der südlichste Punkt Europas am Kap Trypiti

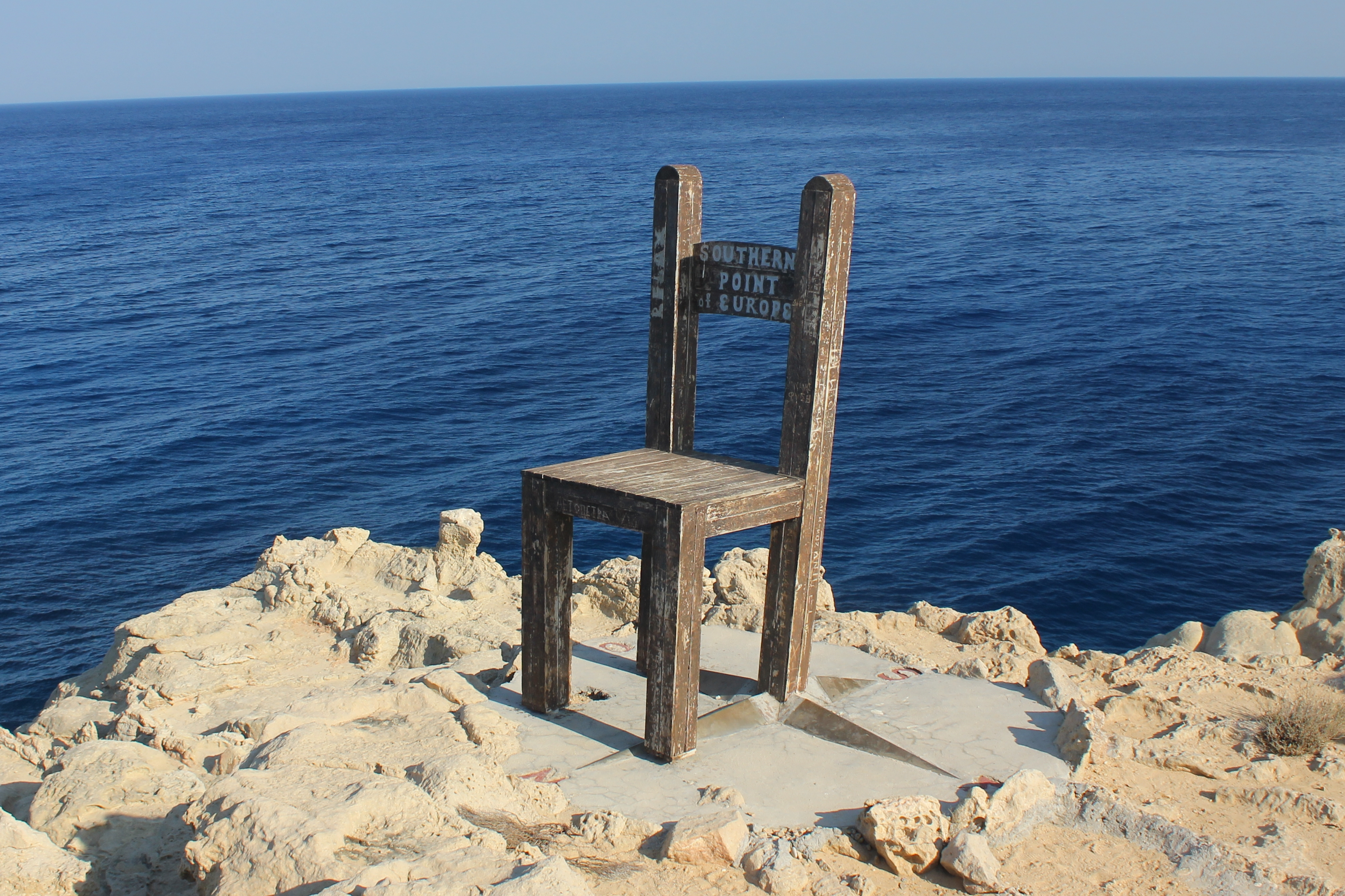
Der Stuhl am Kap

Das Kap Trypiti (griechisch Ακρωτήρι Τρυπητής Akrotíri Trypitís) ist ein Kap an der Südspitze der griechischen Insel Gavdos und stellt den südlichsten Punkt Europas dar. Der Name Trypiti stammt von drei nahegelegenen Meeresbögen.
Es befindet sich etwa drei Kilometer südöstlich der nächstgelegenen Siedlung Vatsiana, die 2011 31 Einwohner hatte. Von dort gibt es mehrere, etwa vier Kilometer lange Wanderrouten zum Kap. Am Ort des Kaps selbst steht ein etwa zweieinhalb Meter großer Stuhl, der die Stelle als südlichsten Punkt des europäischen Kontinents markiert und als Kunstwerk von drei aus Osteuropa stammenden Inselbewohnern dort aufgestellt wurde.
Das Kap Trypiti liegt etwa 200 Kilometer südöstlich des griechischen Festlands und 44 Kilometer südlich von Kreta. Zur Küste Libyens sind es in südlicher Richtung etwa 260 Kilometer.
Koordinaten: 34° 48′ 3,9″ N, 24° 7′ 19,7″ O